# Коржиков, Тит Михайлович
Тит Михайлович Коржиков (1896—1937) — советский партийный и государственный деятель, председатель Черниговского губисполкома (1920) и Мелитопольского окружисполкома (1926—1928).

## Биография
Родился 26 августа (7 сентября) 1896 года в деревне Подмонастырская Слободка (ныне деревня Красная Слобода, Суражского района, Брянской области). По национальности русский. В 1917 году вступил в РСДРП(б).
Согласно приказу от 31 января 1919 года был членом Военно-революционного комитета Черниговской губернии.
Со 2 июля 1919 года был председателем Черниговского губернского комитета обороны.Также в это время Тит Коржиков написал несколько пьес и публиковал революционные стихи в местной газете.
С 9 мая по 12 июля 1920 года Коржиков был председателем Черниговского губернского революционного комитета,
затем — председателем Исполнительного комитета Черниговского губернского Совета.
С 1921 года был председателем Донецкого губернского Совета профсоюзов, 
до 1925 года работал инструктором Организационного отдела ЦК КП(б) Украины.
В 1926-1928 годах был председателем Исполнительного комитета Мелитопольского окружного Совета.
После этого был на советской и хозяйственной работе. В начале 1930-х годов был начальником жилого строительства в Магнитогорске,
до февраля 1937 года — начальником строительства завода «Карболит» в городе Орехово-Зуево Московской области.
17 февраля 1937 был арестован по обвинению в участии в контрреволюционной террористической организации. 26 мая 1937 года Военной коллегией Верховного суда СССР приговорён к расстрелу, и в тот же день приговор приведён в исполнение. 

## Некрография
Похоронен на Донском кладбище, в могиле № 1. Реабилитирован 14 апреля 1956 года, определением Военной коллегии Верховного суда СССР.

## Семья и личная жизнь
Жена Коржикова также была арестована и много лет провела в лагерях. Сына Виталия воспитывали мелитопольские родственники матери. Впоследствии он стал известным детским писателем.

## Память
- Улица Тита Коржикова есть в городе Сураж Брянской области, недалеко от места его рождения.